# 有沢永貞
有沢 永貞（ありさわ ながさだ、寛永15年（1638年） - 享保元年（1715年））は、江戸時代の加賀藩の軍学者。初め俊貞。通称九八郎、采女右衛門、字は天淵・高臥亭と号した。
門弟からは梧井庵先生とも呼ばれた。また地理学や測量学なども修めた。越中土肥氏の一門で上杉氏、最上氏に仕えた有沢采女長俊の孫。孫作俊澄の子。

## 生涯
延宝元年(1673年)大小姓として召し出され、同2年(1674年)新知200石を給せられ、同5年(1677年)父の遺領300石を相続した。はじめ伯父の関屋政春に甲州流軍学を学び、その後山鹿素行、佐々木秀景に師事して甲州流を極めた。墓所は野田山墓地。

## 評価
『甲陽軍鑑』の注釈書などの著作が多い。加賀藩士の一人として永貞に学ばざる者はなかったといい、加賀藩においては甲州流軍学を有沢流と呼ぶ。子の武貞、致貞もともに軍学者として知られ、世にこれを「有沢三貞」といった。また城館の実地調査なども多く手がけ、貴重な史料を残している。